# Horaiivka, Camenița
Horaiivka (în ucraineană Гораївка) este un sat în așezarea urbană Ușița din raionul Camenița, regiunea Hmelnîțkîi, Ucraina.

## Demografie
Componența lingvistică a localității Horaiivka
     Ucraineană (99,53%)
     Alte limbi (0,47%)
Conform recensământului din 2001, majoritatea populației localității Horaiivka era vorbitoare de ucraineană (99,53%), existând în minoritate și vorbitori de alte limbi.